# 高陽消防署
高陽消防署（コヤンしょうぼうしょ）は京畿道北部消防災難本部所属の消防署である。

## 管轄区域
- 高陽市のうち徳陽区

## 沿革
- 1991年6月11日 - 議政府消防署から分離して開設。業務開始。管轄区域は高陽郡。
- 1992年1月1日 - 議政府消防署から坡州郡の管轄区域（金村邑、汶山邑、坡州邑、法院邑、条里面、月籠面、交河面）を編入。管轄区域は高陽郡と坡州郡のうち金村邑、汶山邑、坡州邑、法院邑、条里面、月籠面、交河面。
- 1992年2月1日 - 高陽郡の市制施行に伴い、管轄区域が高陽市と坡州郡になる。
- 1996年3月1日 - 坡州郡の市制施行に伴い、管轄区域が高陽市と坡州市になる。
- 1999年7月10日 - 坡州消防署開設に伴い、管轄区域が高陽市になる。
- 2005年9月12日 - 一山消防署開設に伴い、管轄区域が高陽市のうち徳陽区になる。

## 119安全センター
| 119安全センター     | 住所                              | 管轄区域                                                   | 地域隊 |
| ------------------- | --------------------------------- | ---------------------------------------------------------- | ------ |
| 元堂119安全センター | 高陽市徳陽区高陽大路1342          | 徳陽区のうち舟橋洞、星沙1、2洞、官山洞、花井1、2洞         |        |
| 陵谷119安全センター | 高陽市徳陽区土堂路48              | 徳陽区のうち陵谷洞、幸州洞                                 |        |
| 神道119安全センター | 高陽市徳陽区三松路136番ギル80-6   | 徳陽区のうち神道洞、孝子洞、昌陵洞、元新洞、高陽洞、興道洞 |        |
| 幸信119安全センター | 高陽市徳陽区ソウォン路181番ギル52 | 徳陽区のうち幸信1、2、3洞、花田洞、大徳洞                  |        |